# Kim Brennan
Kimberley Brennan, nata Kimberley Crow, detta Kim (Melbourne, 9 agosto 1985), è una canottiera australiana.
Da ragazza ha praticato l'atletica leggera, ottenendo anche una medaglia d'argento nei 400 metri ostacoli ai campionati del mondo allievi di atletica leggera 2001.

## Palmarès
- Olimpiadi

Rio de Janeiro 2016: oro nel singolo.
Londra 2012: argento nel 2 di coppia e bronzo nel singolo.
- Mondiali

Eton 2006: bronzo nell'8.
Karapiro 2010: argento nel 2 di coppia.
Bled 2011: argento nel 2 di coppia.
Chungju 2013: oro nel singolo.
Amsterdam 2014: argento nel singolo.
Aiguebelette 2015: oro nel singolo.